# Convoluta albomaculata
Convoluta albomaculata är en plattmaskart som först beskrevs av Pereyaslawzewa 1892.  Convoluta albomaculata ingår i släktet Convoluta och familjen Convolutidae.
Artens utbredningsområde är Svarta Havet. Inga underarter finns listade i Catalogue of Life.